# Soulsville
Soulsville es el noveno álbum de estudio de Huey Lewis & The News. Se lanzó el 18 de octubre de 2010 en Europa y el 2 de noviembre en Estados Unidos.
Es un tributo a los artistas y al estilo de Stax Records que se grabó en los Ardent Studios en Memphis, Tennessee.

## Listado de canciones
1. "Don't Fight It" - 3:00
2. "Got to Get You Off My Mind" - 2:51
3. "Free" - 3:54
4. "Respect Yourself" - 3:42
5. "Cry to Me" - 3:00
6. "Just One More Day" - 3:26
7. "Never Found a Girl" - 2:54
8. "Soulsville" - 3:40
9. "Little Sally Walker" - 2:12
10. "I Want To (Do Everything for You)" - 3:14
11. "Just the One (I've Been Looking For)" - 2:56
12. "Don't Let the Green Grass Fool You" - 2:52
13. "Never Like This Before" - 3:00
14. "Grab This Thing" - 3:15

- Datos: Q7564564